# Leona Popović
Pour les articles homonymes, voir Popović.
Leona Popović, née le 13 novembre 1997 à Rijeka, est une skieuse alpine croate.

## Biographie
Leona Popović commence sa carrière internationale en 2013. Elle est présente pour les Championnats du monde junior 2015, où elle est huitième du slalom et au Festival olympique de la jeunesse européenne la même année, y remportant la médaille d'or du slalom. 2015 est aussi ses débuts au niveau élite à l'âge de dix-sept ans, étant sélectionnée pour la Coupe du monde et les Championnats du monde de Beaver Creek, où elle est au départ de toutes les courses, résultant en une 27e place au slalom pour meilleur résultat.
Elle marque ses premiers points en Coupe du monde en février 2017 à Crans-Montana, 18e et 17e des combinés.
Elle est sélectionnée pour les Jeux olympiques d'hiver de 2018, où elle ne termine pas le slalom géant. Elle se blesse serieusement sur le coup (rupture des ligaments croisés) et est indisponible pour plusieurs mois.

## Palmarès

### Jeux olympiques d'hiver
| Épreuve / Édition | Pyeongchang 2018 | Pékin 2022 |
| Slalom géant      | DNF              | -          |
| Slalom            | -                | 23e        |

### Championnats du monde
| Épreuve / Édition | Beaver Creek 2015 | Saint-Moritz 2017 | Åre 2019 | Cortina 2021 | Courchevel/Méribel 2023 |
| Slalom géant      | 37e               | DNF               | -        | -            | -                       |
| Slalom            | 27e               | DNF               | -        | 21e          | 17e                     |
| Super G           | 30e               | DNF               | -        | -            | -                       |
| Descente          | 36e               | -                 | -        | -            | -                       |
| Combiné           | DNF               | DNF               | -        | -            | -                       |

### Coupe du monde
- Meilleur classement général : 27e en 2023.
- 2 podiums en slalom : 2 deuxièmes places.

| Année/Classement | Général | Général | Descente | Descente | Slalom | Slalom | Slalom géant | Slalom géant | Super G | Super G | Combiné | Combiné |
| Année/Classement | Class.  | Points  | Class.   | Points   | Class. | Points | Class.       | Points       | Class.  | Points  | Class.  | Points  |
| ---------------- | ------- | ------- | -------- | -------- | ------ | ------ | ------------ | ------------ | ------- | ------- | ------- | ------- |
| 2017             | 92e     | 27      | -        | -        | -      | -      | -            | -            | -       | -       | 23e     | 27      |
| 2018             | 105e    | 18      | -        | -        | -      | -      | 44e          | 8            | -       | -       | 33e     | 10      |
| 2019             | -       | -       | -        | -        | -      | -      | -            | -            | -       | -       | -       | -       |
| 2020             | 117e    | 5       | -        | -        | -      | -      | 48e          | 5            | -       | -       | -       | -       |
| 2021             | 87e     | 34      | -        | -        | -      | -      | 36e          | 34           | -       | -       | -       | -       |
| 2022             | 51e     | 146     | -        | -        | -      | -      | 14e          | 146          | -       | -       | -       | -       |
| 2023             | 27e     | 349     | -        | -        | -      | -      | 6e           | 349          | -       | -       | -       | -       |
| 2024             | 5e      | 106     | -        | -        | -      | -      | 3e           | 106          | -       | -       | -       | -       |

### Festival olympique de la jeunesse européenne
- Malbun 2015
  - Médaille d'or au slalom.